# 66a Brigada Mixta (Exèrcit Popular de la República)
La 66a Brigada Mixta va ser una unitat de l'Exèrcit Popular de la República que va participar en la Guerra Civil Espanyola. Nascuda en el context de la batalla de Madrid, va prendre part en la batalla del Jarama i en els fronts de Guadalajara i Extremadura.
La brigada va ser creada oficialment el 29 de juliol de 1936 alhora de militaritzar-se les milícies del Cinquè Regiment i aquelles organitzades a les províncies de Toledo, Cuenca i Guadalajara, sent destinada al capdavant d'aquesta última. També es van integrar en la brigada (en la seva 3r Batalló) uns 800 milicians de la UGT de Soria, Navarra i La Rioja, col·locant al comandament de les mateixes a oficials professionals. Després d'unificar els seus batallons, que caminaven al comandament d'oficials professionals i estaven amb comandament separat, en una brigada més completa, es va encomanar que el seu primer comandant fos el Major de milícies Joaquín Pérez Martín-Parapar, un ferroviari; el cap de Estat Major, l'oficial de milícies Sánchez; i el comissari polític, Ernesto Antuña García. La unitat va ser enquadrada en la 16a Divisió de l'III Cos d'Exèrcit.
A mitjan gener de 1937 va ser concentrada en Guadalajara, sent preparada per a una nonada ofensiva sobre Brunete.
Després de ser una unitat de reserva i relleu en la defensa de Madrid, després d'un breu descans en rereguarda, Alcalá de Henares i Guadalajara, és mobilitzada per a intervenir com a força de tap de les forces regulars de Barrón i Buruaga, que avancen imparables en les proximitats del pujol del Suïcidi i Casa blanca. Amb els esdevenirs de la batalla del Jarama, se li encomana la conquesta del Pingarrón en els últims instants. Va intervenir en la batalla del Jarama atacant el 19 de febrer el turó El Pingarrón, després de guanyar-se i perdre's tres vegades, la unitat queda delmada i en primera línia, sent eliminada tota una companyia al comandament del capità Ventura Monge que havia exercit de comandant accidental, només va poder resistir en les trinxeres en espera d'un suport que mai arribarà, rebent l'ordre de l'estat major de "No retirada" amb perill de consell de guerra i pena de mort. La llibertat dies després es farà ressò de la seva desaparició.
Després d'aquesta batalla, es va fer judici al comandant de la unitat Parapapar per la greu negligència de perdudes humanes, així com un informe desfavorable al pagès per no donar suport a les forces en el front i saltar-se i desobeir les ordenis de l'alt comandament de Miaja i Vicent Rojo Lluch. Però per motius d'imatge i de falta de personal es va decidir que es continuessin jugant la vida, en comptes d'haver-se fet el que el reglament demandava. Va tornar al capdavant situat en l'Alt Tajuña, sostenint durs combats durant l'ofensiva republicana, i la consegüent contraofensiva nacional, efectuades en aquesta zona entre els dies 14 de març, 22 de març, 31 de març i 16 d'abril de 1938, en els quals la brigada, procedent de la reserva, es va encarregar amb èxit de l'ofensiva en la zona central entre els dies 2 i 6 d'abril. Aquests combats al voltant dels municipis d'Abánades i Sotodosos van costar moltes baixes a la brigada, sent expedientat el comandant del 261è Batalló, el major de milícies Juan Molina Aliaga, per dissensions amb el seu comissari.
El 15 de maig de 1938 va assumir el comandament el comandant d'Infanteria Juan Andrés Vivó del Toro, que havia estat tinent en el Regiment Biscaia núm. 12 de guarnició a Alcoi. En aquests moments, el comissari polític de la brigada era Bienvenido Hernández García, militant del PSOE. La 66a Brigada Mixta va retornar posteriorment al capdavant de Madrid, establint-se a Villaconejos. Al juny de 1938 es va incorporar a la reserva de l'Exèrcit del Centre, a Loeches. El comandant Vivó va ser reemplaçat pel major de milícies José del Rey Hernández i va assumir el càrrec de comissari Francisco Testiliano.
El 22 de juliol de 1938 va ser enviada al front d'Extremadura, on es va integrar en la Divisió del Zújar, que posteriorment seria la 51a Divisió. El 2 d'agost d'aquest any va entrar en primera línia de combat, intentant oposar-se a l'ofensiva franquista sobre Cabeza del Buey (Badajoz), sense aconseguir-ho. Es va replegar des de les serres Buitrera i Rinconada fins a situar-se al sud del riu Zújar. Més tard va efectuar un contraatac en el sector de Peñalsordo, ocupant el vèrtex de Peña Bermeja, encara que no va aconseguir el seu objectiu d'ocupar els vèrtexs d' Almagrera, Peñón i Cabezuela. Després d'aquesta batalla es va retirar a Añora (Còrdova) per a la seva reorganització. Mentre la seva Divisió tornava a Llevant, la 66a Brigada Mixta va romandre com a reserva a Extremadura fins al final de la Guerra Civil. Al febrer de 1939 els seus comandaments eren: comandant de la Brigada, major José del Rey Hernández; comisario polític, Francisco Testiliano; comandant del 261è Batalló, major Juan Molina Aliaga; comandant del 262è Batalló, major Alberto Schemer; comandant del 263è Batalló, major El Moreno; comandant del 264è Batalló, major Manuel Ortiz.
Publicava el periòdic 66 Brigada Mixta: Portavoz de sus Combatientes.

## Comandaments
- Capità de milícies del cos de Infanteria Ventura Monge Domínguez (juliol de 1936 - maig de 1937).
- Major de milícies del cos d'Enginyers Joaquín Pérez Martín-Parapar (desembre de 1936 – maig de 1938).
- Comandant d'Infanteria Juan Andrés Vivó del Toro (maig de 1938 – juny de 1938).
- Major de milícies José del Rey Hernández (juny de 1938 – març de 1939).